# قائمة جبال المدينة المنورة
جِبَالُ الْمَدِينَةِ الْمُنَوَّرَةِ تضم هذه القائمة جميع الجبال الموجودة في حدود المدينة المنورة:

## جبل أحد
جبل أُحُد (بضمّ الألف والحاء) هو جبل يطل على المدينة المنوّرة من الجهة الشمالية وكان يبعد عنها ثلاثة أميال ونصف قبل أن يصله العمران. وعلى بعد 4 كم من المسجد النبوي. يمتد الجبل كسلسلة من الشرق إلى الغرب ويميل نحو الشمال. شهد جبل أحد عدة أحداث بعد ظهور الإسلام وله مكانته الدينية.
يرى المسلمون أن جبل أحد يحبهم ويحبونه لما رواه الصحابي أنس بن مالك عن النبي أنه قال: «هَذَا جَبَلٌ يُحِبُّنَا وَنُحِبُّهُ»، كما أن المسلمين يرون أن الجبل من جبال الجنة لما رواه أبو عبس بن جبر الصحابي عن النبي أنه قال: «جَبَلُ أُحُدٍ يُحِبُّنَا وَنُحِبُّهُ وَهُوَ مِنْ جِبَالِ الْجَنَّةِ».

## جبل قريظة
جبل قريظة أو جبل البركان هو أحد جبال المدينة المنورة ويقع في الجنوب الشرقي للمدينة.
سمي بهذا الاسم لأنها وقعت فيه غزوة بني قريظة قادها النبي محمد في السنة الخامسة للهجرة على يهود بني قريظة في المدينة المنورة انتهت باستسلام بني قريظة بشرط التحكيم فحكم عليهم سعد بن معاذ الذي طلب بنو قريظة من رسول الله أن يحكمه فيهم لأنه كان حليفاً لهم في الجاهلية فحكم فيهم بقتل الرجال وسبي الذراري وتقسيم أموالهم وأراضيهم على المسلمين.

## جبال الفقرة
الفقرة هي قرية جبلية تابعة لمنطقة المدينة المنورة وتبعد عنها 80 كيلومتر، ويسكنها الأحامدة من بني سالم من قبيلة حرب.
موقع الفقرة بالقرب من المدينة المنورة وميناء ينبع أقحمها في الأحداث التي مرت بها تلك المنطقة خلال حقبة العثمانيين وولاتهم على الحجاز حيث كانت في فترات أفضل حصن للأحامدة من غارات الأتراك بما تمتلكه من موقع جغرافي واكتفاء غذائي ذاتي.

## جبل الراية
جبل ذباب أو جبل الراية والمعروف حاليا باسم القرين، أحد جبال المدينة المنورة، يقع شمال المدينة المنورة وشرق جبل سلع، ويبعد عن المسجد النبوي الشريف بحدود كيلومتر ونصف، وهو جبل صغير أسود لا يتجاوز ارتفاعه عشرين متر، وهو في أول طريق العيون وخلف محطة الزغيبي، وعلى هذا الجبل ضرب رسول الله قبته للأشراف على أعمال حفر الخندق، وعليه يقع مسجد الراية.

## جبل الرماة
جبل الرماة، أو جبل عينين، هو عبارة عن جبل صغير يقع بجانب جبل أحد، شمال المسجد النبوي على بعد نحو ثلاثة كيلو مترات منه، قرب المدينة المنورة. وهو الجبل الذي أمر النبي الرماة أن يتمركزوا فيه في غزوة أحد، وكان عددهم خمسين رجلاً، ليحموا ظهور المسلمين من تسلل المشركين.

## جبل الأغوات
جبل مَيْطَان يعرف أيضاً جبل ماطان أو جبل الأغوات، وهو الجبل الأحمر المعروف اليوم بجبل «الأغوات»، وذلك لأن الأغوات اشتروه ليحتموا بأصحابه من أهل المدينة المنورة أثناء الفتنة التي وقعت بينهم وبين أهل المدينة المنورة في حدود عام 1117هـ

## جبل سلع
ويعرف أيضًا بجبل ثَواب، وهو جبل لجهينة يعتبر داخل المدينة الآن، يقع شَمال غَرْب المسجد النبوي الشريف في المنطقة المعروفة بباب الشامي، ولونُ أحجاره أَسْوَد، وفي غربيِّه تقع المساجد السبْع، وبالقُرب منها كانت بداية الخَنْدَق، ويبعُد عن المسجد النبوي الشريف بحدود (700م) تقريبًا.
ويوجد في سَفْحه الغربي كهفٌ، ومسجد بني حَرام الذي كان الرسول -صلى الله عليه وسلم- يبيت فيه، وفي علو سَفْحِه الجنوبي توجد كتابات كوفية أثرية، ويوجد في شرقي الجبل موضع مشهور يقال له دَكَّة جلال.

## جبل عير
هو بفَتح العَين، وسُكون الياء، ويُقال له جبل (عاير)، وهو جبلٌ أَسْوَد مستقيم القِمَّة تقريبًا، يقع جنوب المدينة المنورة، وشرقيَّ وادي العَقيق قُرب ذي الحُلَيفة آبار علي.
ويبعُد عن المسجد النبوي الشريف بحدود (8 كم) تقريبًا،  يراه المتجه إلى جدة بَعد تجاوز مسجد قباء على يساره، وهو مِن حدود المدينة المنورة مِن الجهة الجنوبية، وفوقه جبلٌ آخَر يَحمل نفس الاسم يقال له عَير الصادر، بينما الأول يقال له عَير الوارِد.

## جبل المستندر
وهو جبلٌ صغيرٌ لا يتجاوز ارتفاعُه خمسةَ أمتار شَمال المدينة المنورة بجوار مركز الداودية.
وقد أورده السمهودي وقال إنه يقع في شرقي مشهد النفس الزكية بمنزلة الحاج الشامي والمسافة ما بينه وبين المشهد المذكور نحو اثنان وثمانين متر وقد كان هذا الجبل في منازل المهاجرين من بني الديل في عهد صاحب الرسالة الرسول (صلى الله عليه وسلم) وقد ورد أن الحبيب (صلى الله عليه وسلم) صلى هناك وهو الآن متمثلا في هضبة مائلة يقع فوقها سبيل داوود باشا وإيوان بستانه.

## جبل أعظم
أعظُم - بضم الظاء المعجمة، جمع عَظْم-: جبل كبيرٌ على شمالي ذات الجيش. وقد جاء في حديث مرفوع: «ما نزلت السماءُ على أعظُم إلا استهلت». ويقال: إن في أعلاه نبياً مدفوناً، أو رجلاً صالحاً. وهو جبل كبير مُسطَّح غير شاهق، وإذا مُطر حصل بعشبه لأهل المدينة رفق كثير.

## جبل أنعم
بضم العين، وهو جبلُ على يمين القادِم مِن العَقيق، وهو الجبل الأحمر، وتوجد عليه قلعة تركية، أنشأها القائد العثماني عبد المجيد عند حصار المدينة المنورة في عهد الأشراف.

## جبال الجماوات
تعتبر الجماوات مِن أشهر الجبال بالمدينة المنورة، لأن اسمها ارتبط ب وادي العقيق وقصوره وبساتينه التي قامت على ضِفاف هذا الوادي المبارك،  وهذه الجبال هي:

### جبل جماء تضارع
ويقع على يمين المتجه إلى آبار علي ذي الحليفة، إذا تجاوَز سَدَّ عُروة مباشرةً، وفي سَفْحِه كان يوجد قصر وسد عاصم بن عمرو بن عمر بن عثمان بن عفان، وهو الذي أنشأ سَدًّا بالحَجَر الضخم على أحَدِ شِعاب هذا الجَبَل خَلْفَ قصره، وذلك ليحجز ماء الشِّعب ليُزَوِّد به قَصْرَه البَعيد عن الآبار والماء التي ببطن الوادي.

### جبل جماء أم خالد
وتُعرف بالجَمَّاء الوسطى، لأنها بين جَمَّاء تُضارع، وجَمَّاء العاقر. وتبعُد عن المسجد النبوي الشريف بحدود (6كم) تقريبًا، وتقع جَنوب غرب جمَّاء تُضارع، وملاصقة لها، وهي تُشرف الآن على طريق السلام مِن الجِهة الشمالية.
وكان عند سَفْحِها عِدَّة قُصور منها قصر محمد بن عيسى الجعفري، وقصر يزيد بن عبد الملك بن المغيرة.

### جبل جماء العاقر
جبل جَمَّاء العاقر، أو جَمَّاء العاقل: تقع غربيَّ المدينة المنورة تقريبًا، وفي الجهة الشمالية الغربية مِن جَمَّاء تُضارع، وجَمَّاء أُم خالد، وتبعُد عن المسجد النبوي الشريف بحدود (9كم) تقريبًا.
وتُعتبر جَمَّاء العاقر أكبر وأضخم الجَمَّاوات، وكان في سَفْحِها عِدَّة قصور، منها قَصر جعفر بن سليمان.

## جبل الحرم
يقع جنوب غرب المدينة المنورة، وهو جبل أحمرُ اللون، بالقُرب مِن مبنى الهاتف السعودي بطريق الجامعات المتجه إلى طريق جدة القديم، وعُرف بهذا الاسم لأن مِن حجارته تم بناء المسجد النبوي الشريف في عهد السلطان عبد المجيد العثماني.
ويبعُد عن المسجد النبوي الشريف بحُدود (10كم) تقريبًا.

## جبل ثور
هو جبل بالمدينة المنورة وأنه هو نفسه هذا الجبل الذي ويسميه الناس اليوم بجبل (الدقاقات). ويقع خَلْفَ جبل أُحد، وهو جبلٌ صغيرٌ أسمرُ اللون، كأنه ثَوْرٌ رابِضٌ، ورأسه متجه صوبَ الجنوب الغربي. ويبعُد عن المسجد النبوي (8) كم تقريبًا، وهو حَدُّ المدينة المنورة مِن الجهة الشمالية. وهذا الجبل مختلَف في موقعه، فمنهم مَن قال: هو الجبل الصغير الذي خَلْفَ جبل أُحد مباشرةً، ومنهم مَن قال: هو الجبل الذي يقعُ على يمين الذاهب إلى الخليل بعد محطة تكرير مياه الصرف الصحي، وهو آخر جبل، وهو محاط الآن بسُورٍ حديدي.